# Roca sedimentària
Les roques sedimentàries són les que es componen de residus o detrits d'altres roques anteriors. L'ambient subaeri afecta sobretot les roques ígnies i la inestabilitat dels silicats enfront de l'oxigen lliure, el diòxid de carboni i l'aigua, es manifesta. La meteorització física, que s'avança a la química, afecta també les roques metamòrfiques i igualment les mateixes roques sedimentàries.
Les roques sedimentàries són roques exògenes formades per la consolidació de sediments per processos de diagènesi i litificació.
Aquest cicle destructor (cicle geològic o geodinàmic) es pot repetir més d'una vegada. Els sediments comprimits es poden compactar fins constituir una roca densa. A banda, determinats canvis químics poden provocar-ne la litificació.

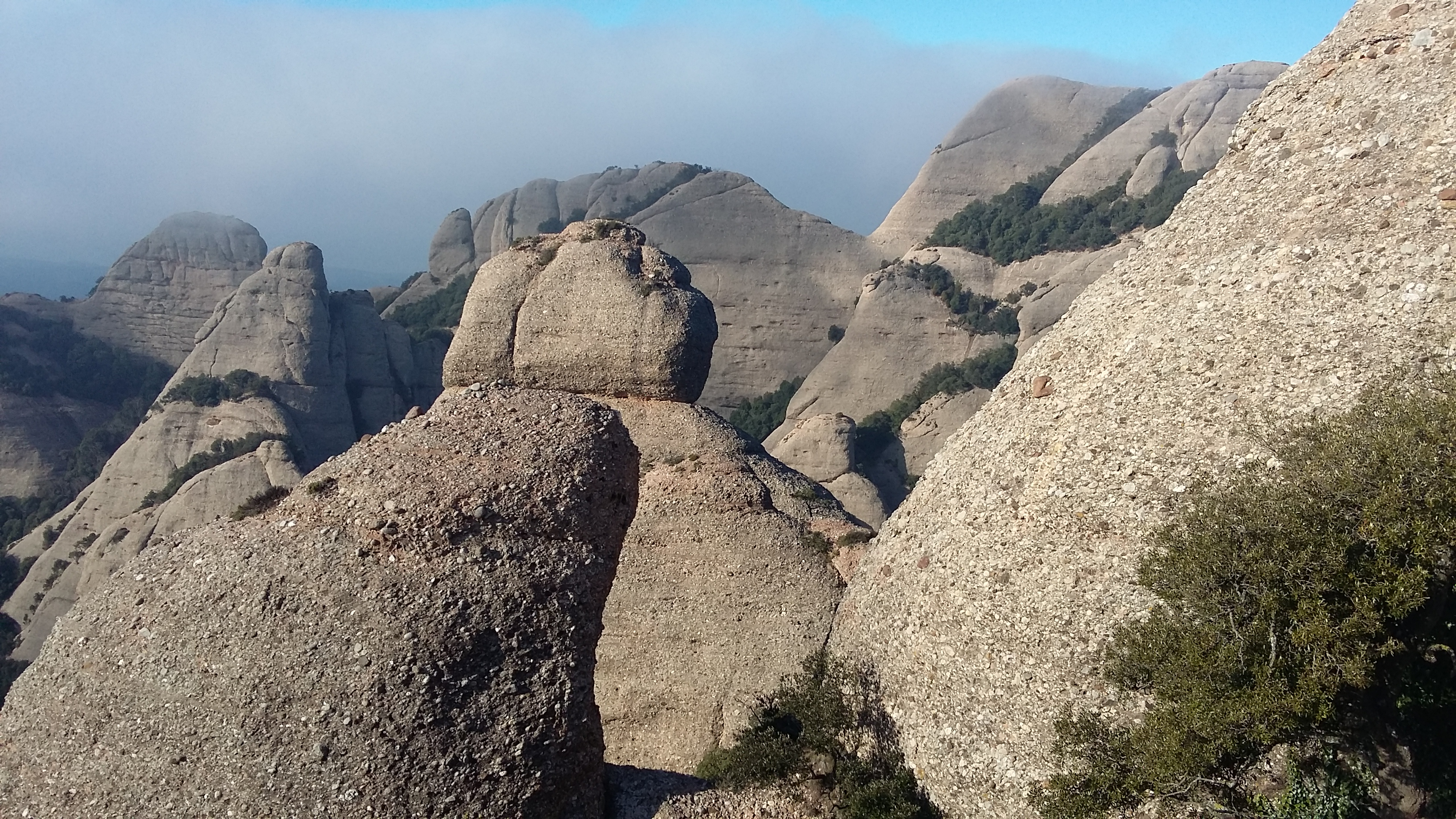
Conglomerat. Roques sedimentàries. Massís de Montserrat

Els materials es dipositen mecànicament o químicament en mars i llacs, a les ribes, a les vores o sota el glaç, però també arreu de la superfície de la Terra. Una àrea preferent de sedimentació són les fosses oceàniques coincidents amb les vores de placa convergents, on la subducció xucla els materials terrígens. Les falques de sediment acaben apilades i ajuden a la formació d'una plataforma epicontinental pròpia de l'acumulació.
Els mateixos agents geològics transporten el sediment de diferents maneres: Flotació; Arrossegament; Saltació; Suspensió; Dissolució (només en el cas de l'aigua i altres liquids com el precipitat de sulfur, clorur de sodi i calç). Finalment l'agent geològic, ja sigui per pèrdua d'energia i deposició gravitatòria del sediment o per precipitació química, acaba acumulant-se en un procés de sedimentació.

## Procés de sedimentació (diagènesi)
Pàgina principal: Diagènesi
La diagènesi és el conjunt de processos, de canvis físics, químics i biològics, modificacions o transformacions, soferts per una roca sedimentària des del moment de la deposició fins que forma una roca coherent. En la diagènesi intervenen factors diversos, com la compactació, recristal·lalització i cimentació. Ciment és tota matèria que uneix els elements constituents d'una roca sedimentària. El ciment rebleix els espais intergranulars tot travant-ne els grans i conferint al sediment una coherència que abans no posseïa. El ciment pot ser carbonatat, és a dir, de calç o dolomia, silici, d'òxids de ferro o d'altres elements químics.
Els sediments són sotmesos a la diagènesi, procés en el qual esdevenen roques. Aquest procés encadena les següents fases:

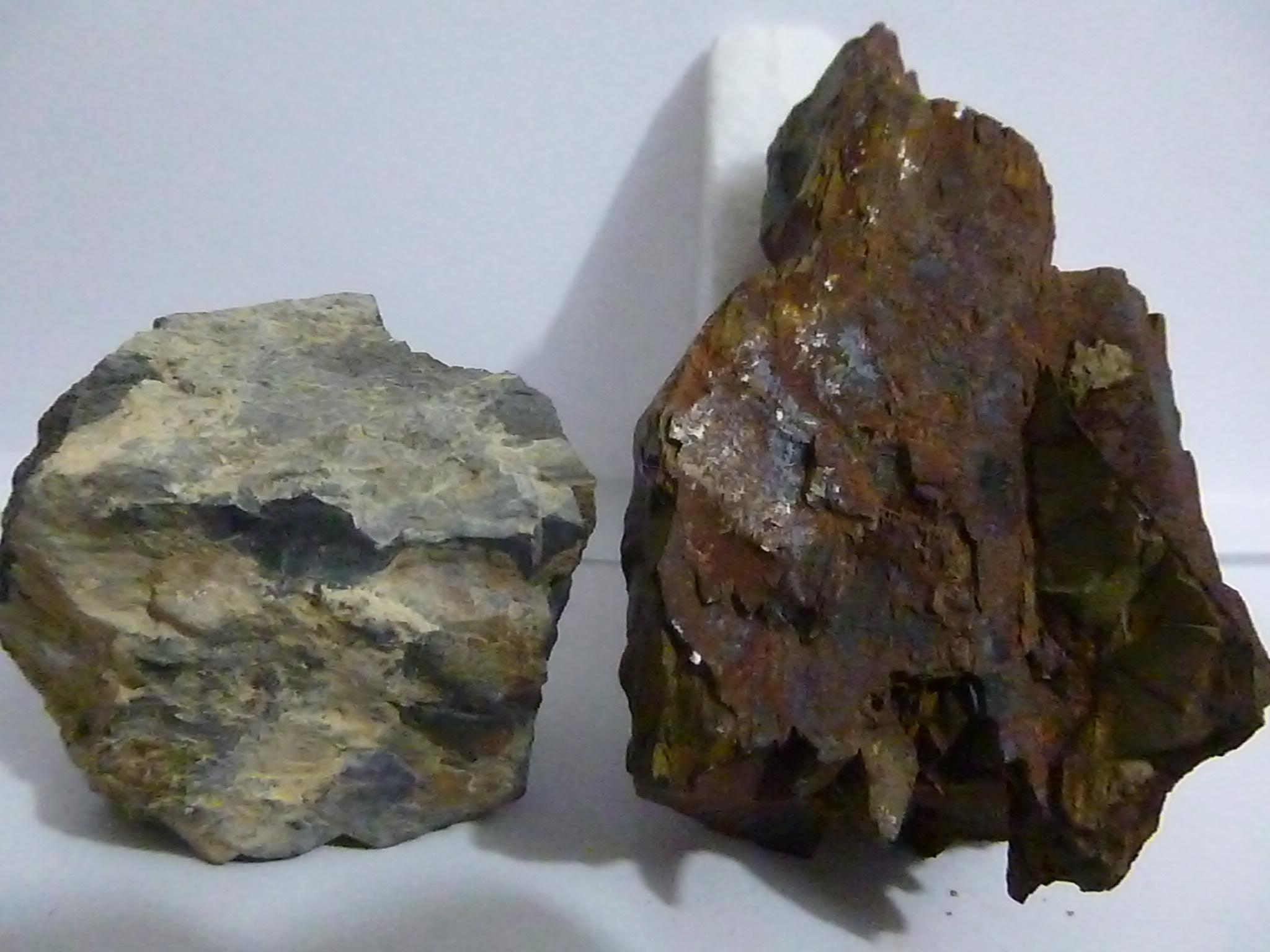
Lutites negra i roja. Arequipa, Perú

Enterrament. Els sediments són coberts per altres sediments. Hi ha llocs a la Terra especialment favorables.
Compactació geològica. El pes dels sediments suprajacents fa augmentar la pressió, resultant un procés on es compacten les partícules i s'expulsa l'aigua.
Cimentació. Simultani a la compactació es produeix la precipitació de certs minerals que cimenten la roca.

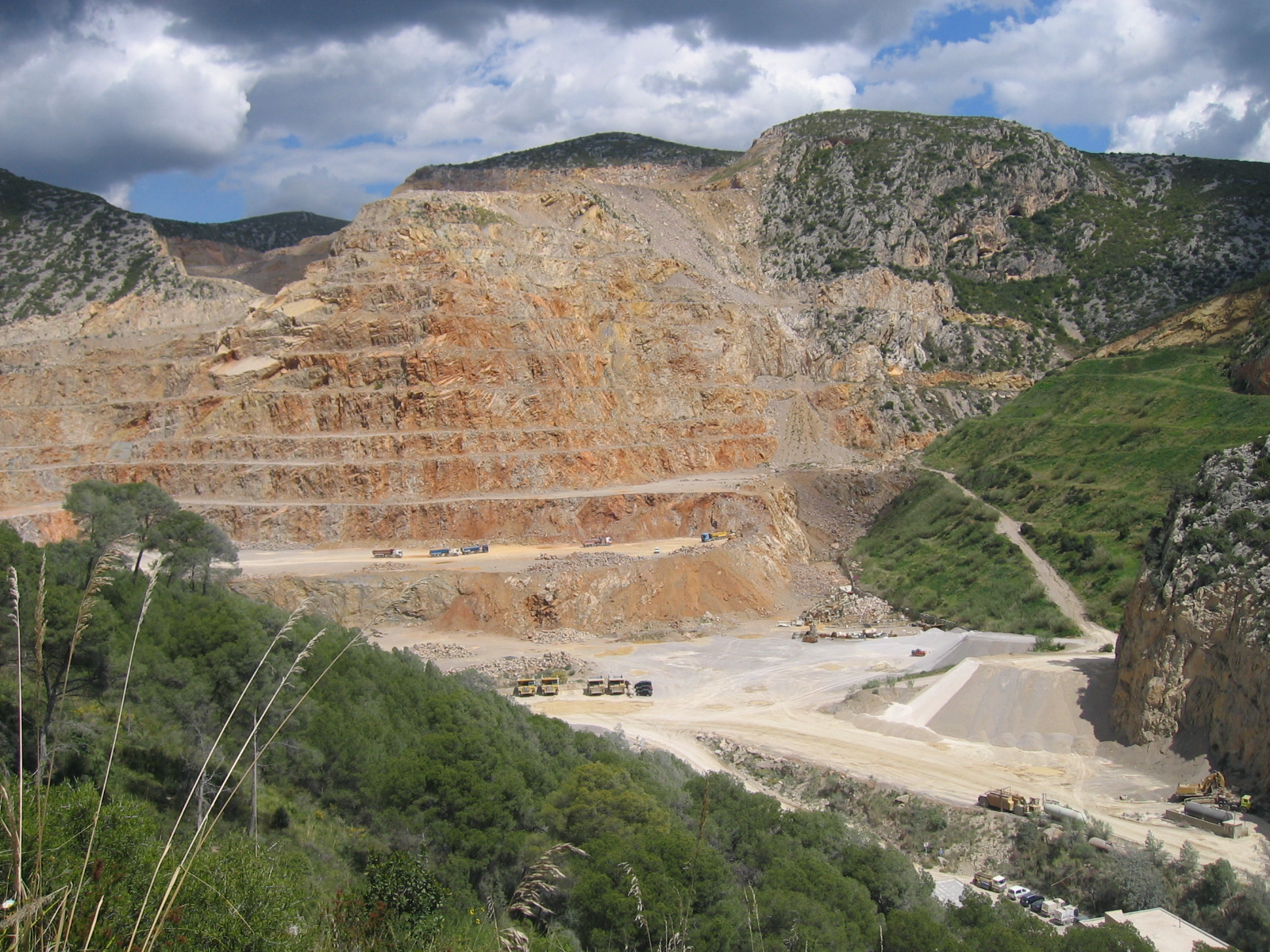
Explotació de roca calcària per a la producció de ciment. Massís del Garraf. Catalunya

Exhumació. La roca, un cop formada, aflora en superfície, normalment per la dinàmica tectònica de plaques.

## Ambients sedimentaris

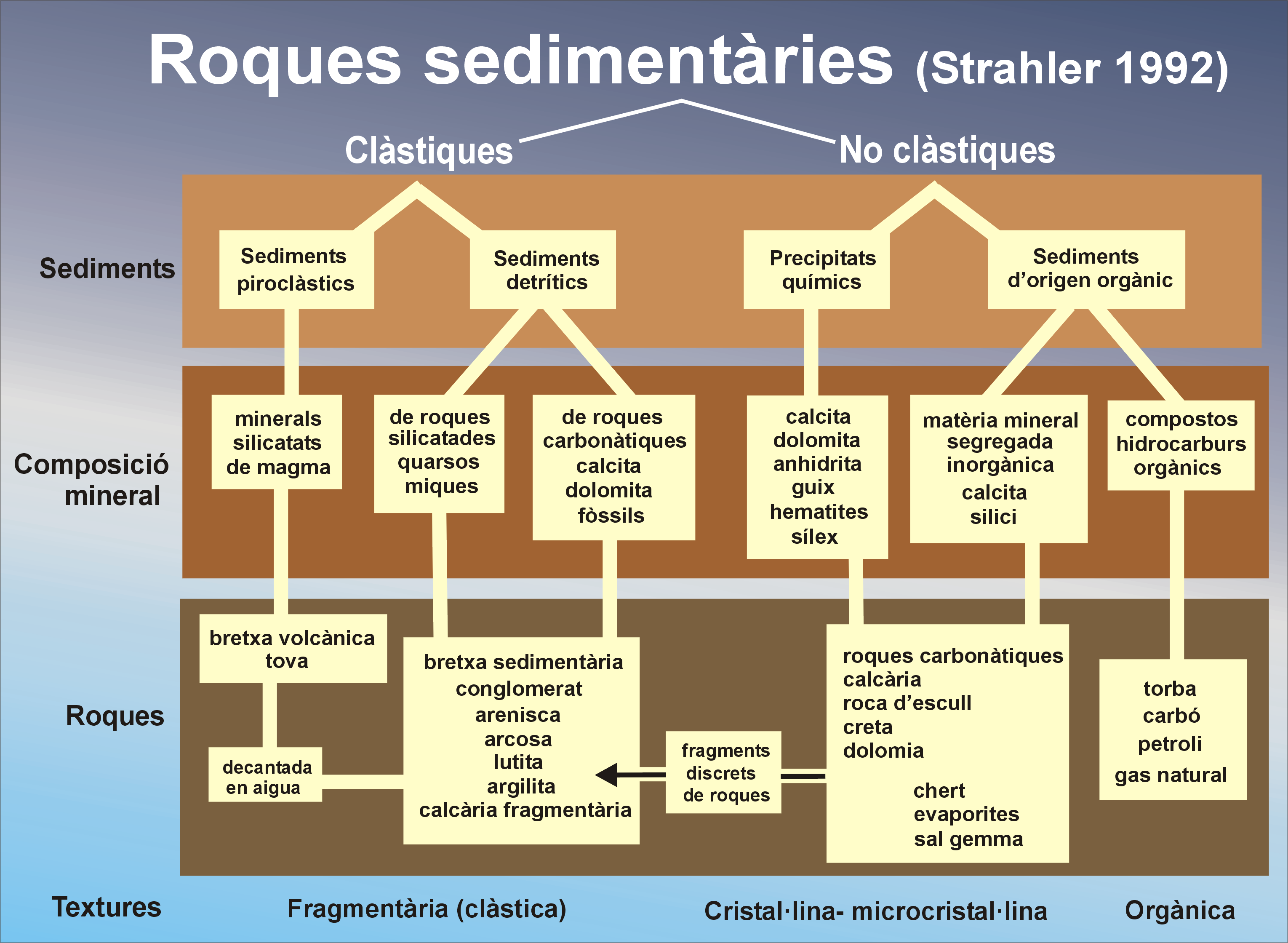
Esquema: Roques sedimentàries (Strahler, 1992). Formació de les roques a partir dels tipus de sediments

Pàgina principal: Ambient sedimentari
L'agent geològic dominant i el tipus de meteorització predominant venen determinats pel clima i el lloc de la terra on es produeix la sedimentació. Per tant, en resultaran tipus de roques amb característiques que reflecteixen les condicions climàtiques, geogràfiques i biològiques de l'ambient on es van formar. En general es consideren els següents ambients sedimentaris: Ambient continental (Fluvial, lacustre, glacial d'alta muntanya) Ambient de transició (Costaner, mareal, deltaic) Ambient marí (Plataforma, abissal, d'escull) Ambient químic (Evaporític, euxínic).

## Classificació (grups principals)
Les roques sedimentàries es classifiquen d'acord amb el procés que les ha originades i la seva composició. Hi ha diversos sistemes de classificació, un dels més clàssics és el proposat per Robert L. Folk Arxivat 2022-10-04 a Wayback Machine. (Petrology of Sedimentary Rocks, 1974), que es basa en les proporcions relatives de tres components bàsics:
- component detrític terrigen, o component clàstic, que ha estat aportat des de fora de la conca de sedimentació.
- component ortoquímic, que s’ha format per precipitació fisicoquímica o bioquímica (processos biogeoquímics) a la mateixa zona de sedimentació durant o immediatament després del dipòsit, sense indicis de transport postdeposicional.
- component aloquímic, que s’ha format a la mateixa conca de sedimentació, però que ha sofert un lleu transport dins de la mateixa conca, si bé el seu origen està molt relacionat amb el de la roca en la qual es troba.[2]

D’acord amb aquests criteris, les roques sedimentàries es classifiquen en:

### Sedimentàries detrítiques
Les roques sedimentàries detrítiques, terrígenes o clàstiques. Rudites (de mida de gra de 2 a 256 mm: conglomerats i bretxes); les arenites (formades per grans de mida de 2 a 1/16 mm: gresos); i les lutites (mida de gra més petit d’1/16 mm: limolites i argil·lites);
Les roques detrítiques es formen pel transport, l'acumulació i la cimentació de partícules sòlides a partir de la disgregació i la meteorització de roques preexistents. Es classifiquen per la seva mida i per la morfologia dels grans. Les més comunes són, de major a menor mida del gra, els conglomerats i les bretxes, els gresos, les limolites i les argil·lites. Les lutites són formades per argiles i llims. Altres criteris de classificació són la composició de les partícules, la textura o el tipus de ciment.

### Sedimentàries no detrítiques
Les roques sedimentàries no detrítiques, amb menys del 50 % de components terrígens: roques carbonàtiques (calcàries i dolomies); roques evaporítiques (guix, halita, thenardita, mirabilita); roques carbonoses (torbes, lignit, hulla i antracita); roques silícies d’origen sedimentari; roques aluminoferruginoses; i roques fosfatades. Cada tipus de roques té subdivisions i en alguns casos els criteris de classificació no són excloents. Les roques sedimentàries tenen una gran importància en la formació de sòls, per la gran extensió que ocupen en la superfície terrestre.
Les roques no detrítiques són dividides en diferents grups segons la composició, la qual reflecteix les condicions genètiques. Així, hi ha les roques carbonàtiques (que hom classifica segons el percentatge de calcita que contenen), les evaporites, les orgàniques (carbonoses), les fosfatades i el chert.

#### Roques carbonàtiques
Les roques formades per creixement d'organismes són majoritàriament carbonàtiques. Cal diferenciar les bioconstruccions esculloses d'aquelles roques en què el carbonat és en forma de fang, de grans i partícules o conquilles d'organismes. Totes aquestes roques tenen característiques comunes amb les roques detrítiques i tot sovint hi són associades.

#### Roques evaporítiques

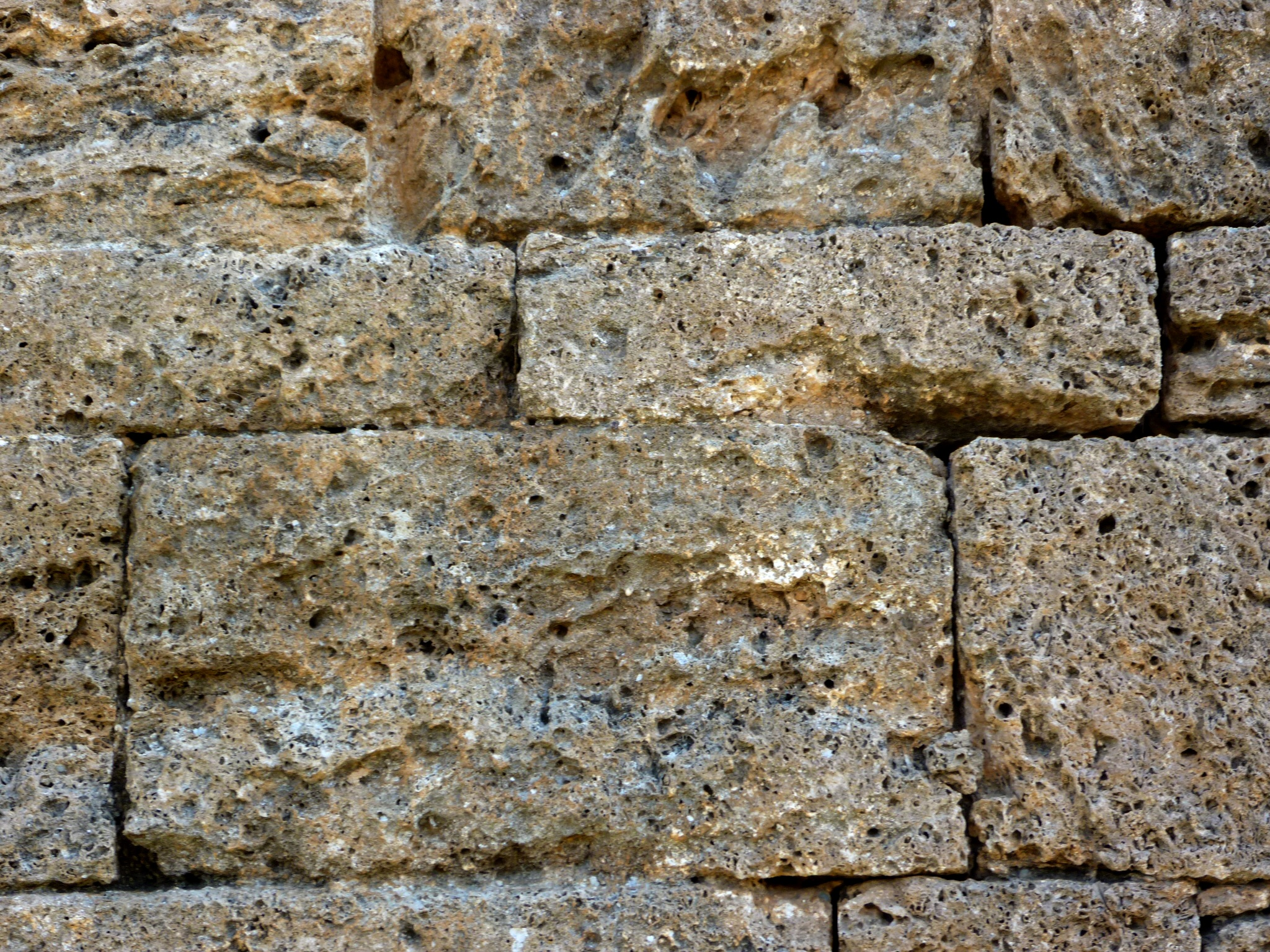
Travertí, roca sedimentària de tipus químic sovint emprada en la construcció de murs i la decoració..

Les roques formades per precipitació química, són el resultat de la cristal·lització d'elements químics que hi ha dissolts en lal'aigua de la mar o dels llacs. Es classifiquen per la seva composició mineralògica. Els grups rellevants són les evaporites, les sals i els guixos, i els carbonats. Els carbonats tenen una classificació pròpia en la qual es dona preferència a la seva composició mineralògica (calcita, dolomita) i sobretot a les seves textures i especialment a la mida del gra i el tipus de components que les formen.

## Classificació per la seva formació
En la formació de les roques sedimentàries cal tenir en compte que moltes tenen milers d'anys, durant els quals han anat modificant-se i formant-se. N'hi ha que contenen fins i tot fòssils. Segons com s'han format, se'n distingeixen diversos tipus:

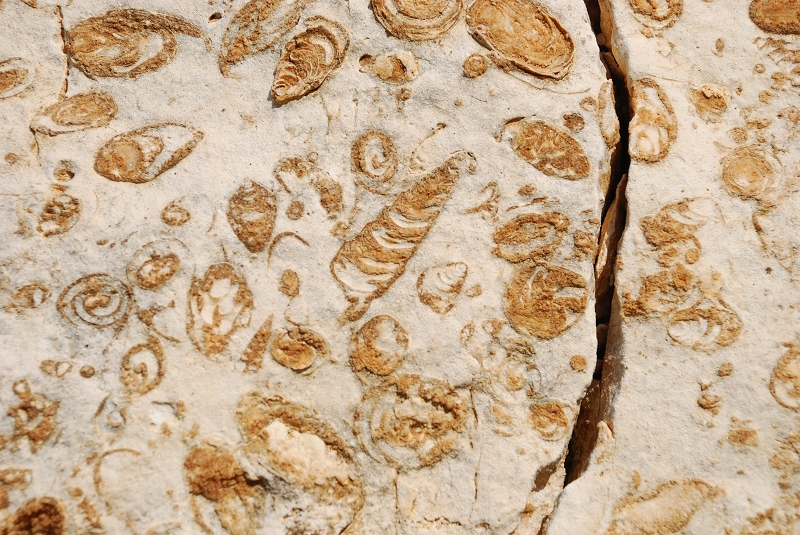
Fòssils de gasteròpodes marins del Cretaci superior (Cenomanià), en pedra una pedra calcària al Líban.

Roques detrítiques: aquests tipus de roques sedimentàries han estat compostes al llarg del temps per l'acumulació d'excedents procedents de l'erosió de vessants o grans unitats rocoses. Segons sigui la mida dels seus clasts, és a dir, de les partícules que les han anat formant, poden diferenciar-se alhora entre conglomerats, gresos i roques argiloses.
- Roques organògenes: són aquelles roques sedimentàries que han estat formades amb restes d'éssers vius. Es distingeixen dos tipus dins de les roques sedimentàries organògenes segons el seu material:

Roques formades per processos de biomineralització: compostes a partir d'esquelets d'éssers vius. És el tipus més abundant entre les organògenes.
Roques orgàniques: la seva formació és deguda a parts orgàniques, és a dir, de la matèria cel·lular procedent d'éssers vius. Encara que aquest tipus de roca sedimentària organògena és menys abundant que l'altre, moltes vegades es tendeix a anomenar “roques orgàniques” el grup complet.
- Roques químiques: aquestes roques sedimentàries han estat formades per causa de la deposició de substàncies dissoltes per processos químics. Un exemple de formació d'aquestes roques és el de l'evaporació de l'aigua del mar deixant la sal que té acumulada per sobresaturació, és a dir, per acumulació de minerals. També són anomenades roques de precipitació química.
- Margues: alguns científics no les consideren un tipus de roca sedimentària, en part perquè és una barreja formada per l'acumulació de restes de detrítiques i de químiques o bioquímiques, és a dir, de sediments d'algun dels tres grups anteriors. Les roques margues estan formades per calcita i argila, sent on predomina la calcita conferint un aspecte blanquinós.[8]

## Classificació per la seva composició
Una altra manera de classificar les roques sedimentàries és per la seva composició, resultant-ne els següents tipus:
Terrígenes: aquest tipus de roques sedimentàries es componen d'elements terrígens, especialment de partícules orgàniques silícies o de granit, que alhora conté una important quantitat de quars. El tipus més abundant de roques sedimentàries terrígenes són els conglomerats, formats per clasts arrodonits i els gresos, amb clasts de la mida del gra de sorra.
Carbonàtiques: són aquelles compostes principalment per minerals de carbonat càlcic, encara que també poden estar formades per un altre tipus de carbonat. Aquest tipus de roques sedimentàries constitueixen entre el 25 i el 30% del total. Les més abundants en aquesta categoria són les calcàries i les dolomies.
Silícies: formades, com el seu nom indica, per partícules orgàniques de sílice, és a dir, una combinació de silici i oxigen. Aquest tipus de roques sedimentàries es distingeix per ser molt dures i compactes.
Orgàniques: aquestes roques són les compostes per roques d'origen organògen, és a dir, formades a partir d'esquelets o matèria cel·lular provinent d'éssers vius. Les roques més comunes dins aquest tipus són el carbó, el corall i el petroli.
Ferroalumíniques: compostes a partir de processos de meteorització, és a dir, per desintegració o ruptura d'una altra roca. Està composta per menes, mineral del qual es poden extreure diferents elements perquè apareixen en una quantitat prou abundant com per aprofitar-los, aquests elements sovint són metalls, en el cas d'aquestes roques el ferro i l'alumini.
Roques fosfàtiques: aquestes roques sedimentàries compostes per derivats de l'àtom de fòsfor no són gaire abundants, però tot i així es troben presents en moltes i diverses àrees del món i fins i tot en fosses marines.

La classificació no és rígida. Hi ha nombroses roques o associacions litològiques que són resultat de la intersecció de dos o més d'aquests tipus. Molt sovint les roques sedimentàries es presenten en diverses associacions litològiques quan són directament observades en la natura.

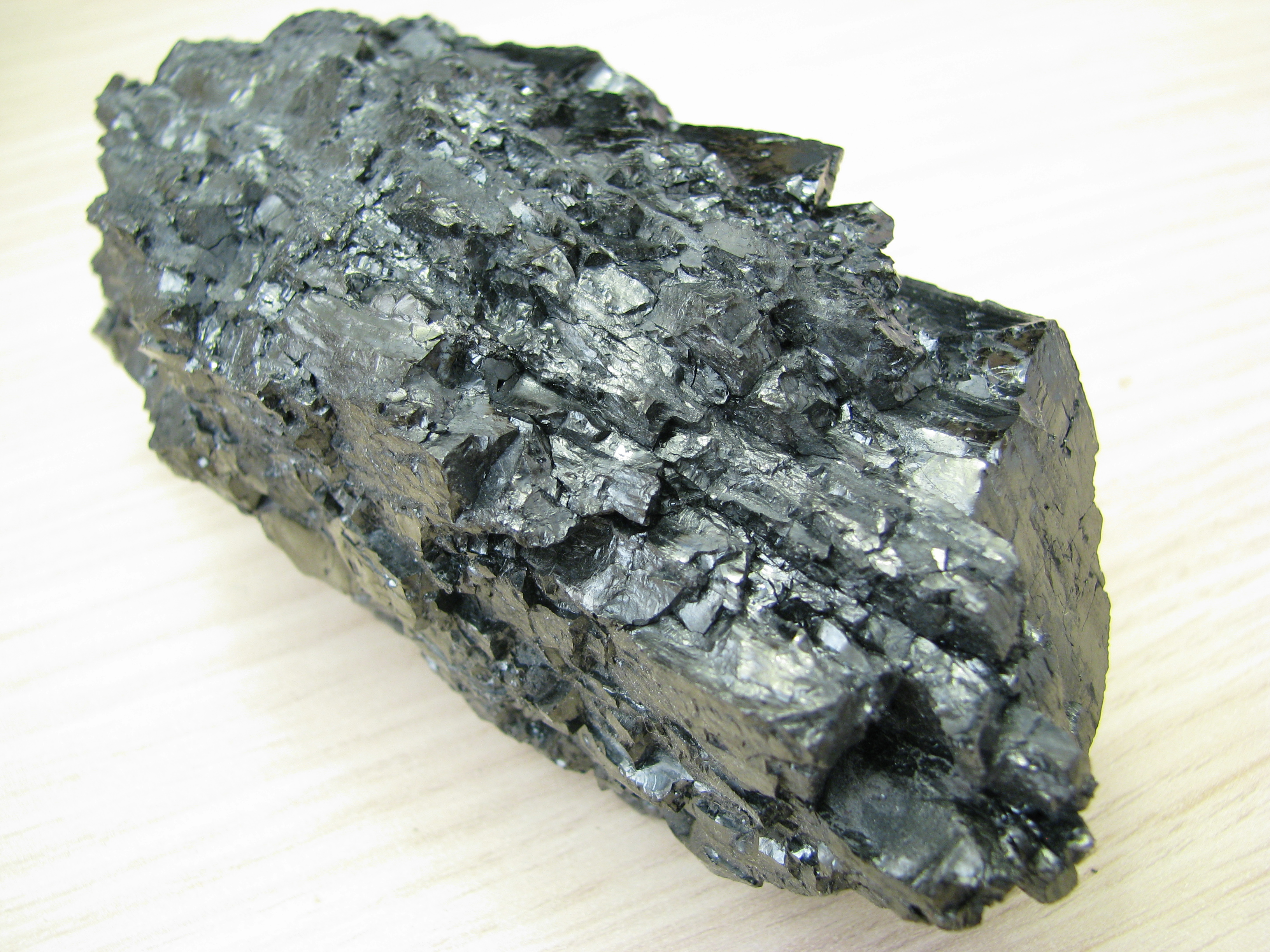
Antracita (carbó mineral) Ibbenbüren, Alemanya

## Associacions litològiques
- Detrítiques de composició mixta: Conglomerats polimíctics; Bretxes polimíctiques; Conglomerats, gresos i lutites; Gresos de gra gros; Gresos de gra fi; Gresos i lutites
- Detrítiques de composició silícica: Conglomerats de còdols de quars; Gresos i conglomerats; Gresos i lutites; Arcoses; Lutites vermelles; Pissarres
- Sediments detrítics de composició mixta no consolidats: Graves i còdols; Graves i lutites; Sorres; Sorra de platja; Sorra i lutita; Cairells, sorra i lutita
- Detrítiques amb matèria orgànica: Pissarres negres; Gresos de gra fi amb matèria orgànica; Torba
- Carbonàtiques: Calcàries de gra fi; Calcàries de gra gros; Escull, calcàries esculloses; Dolomies; Calcàries i dolomies; Travertí
- Carbonàtiques detrítiques: Bretxes de carbonats; Calcarenites bioclàstiques; Margocalcàries
- Detrítiques carbonàtiques: Margues; Calcàries i lutites; Lutites, margues, gresos i calcàries
- Carbonàtiques amb matèria orgànica: Calcàries i lignits; Calcàries amb carbó; Margues bituminoses, amb petroli
- Detrítiques, carbonàtiques i evaporítiques: Lutites i guixos; Lutites, gresos, calcàries, margues i guixos; Margues i guixos
- Evaporites: Sal gemma; Sals sòdiques i potàssiques; Guix
- Altres roques sedimentàries: Argiles amb nòduls de carbonat; Lidites; Bauxita[9]

## Llista de roques sedimentàries
Pàgina principal: Llista de roques sedimentàries
S'enumeren alfabèticament un total de 109 roques sedimentàries, entre les quals n'hi ha tant de detrítiques com de químiques, orgàniques, carbonàtiques o combustibles com ara el carbó. També hi consten alguns sediments formadors de roques sedimentàries, com ara les graves o els llims. A cada nom de roca s'afegeix una descripció sintètica, així com una imatge, diagrames (en alguns casos) i els minerals que la formen.